# Tom Sykes

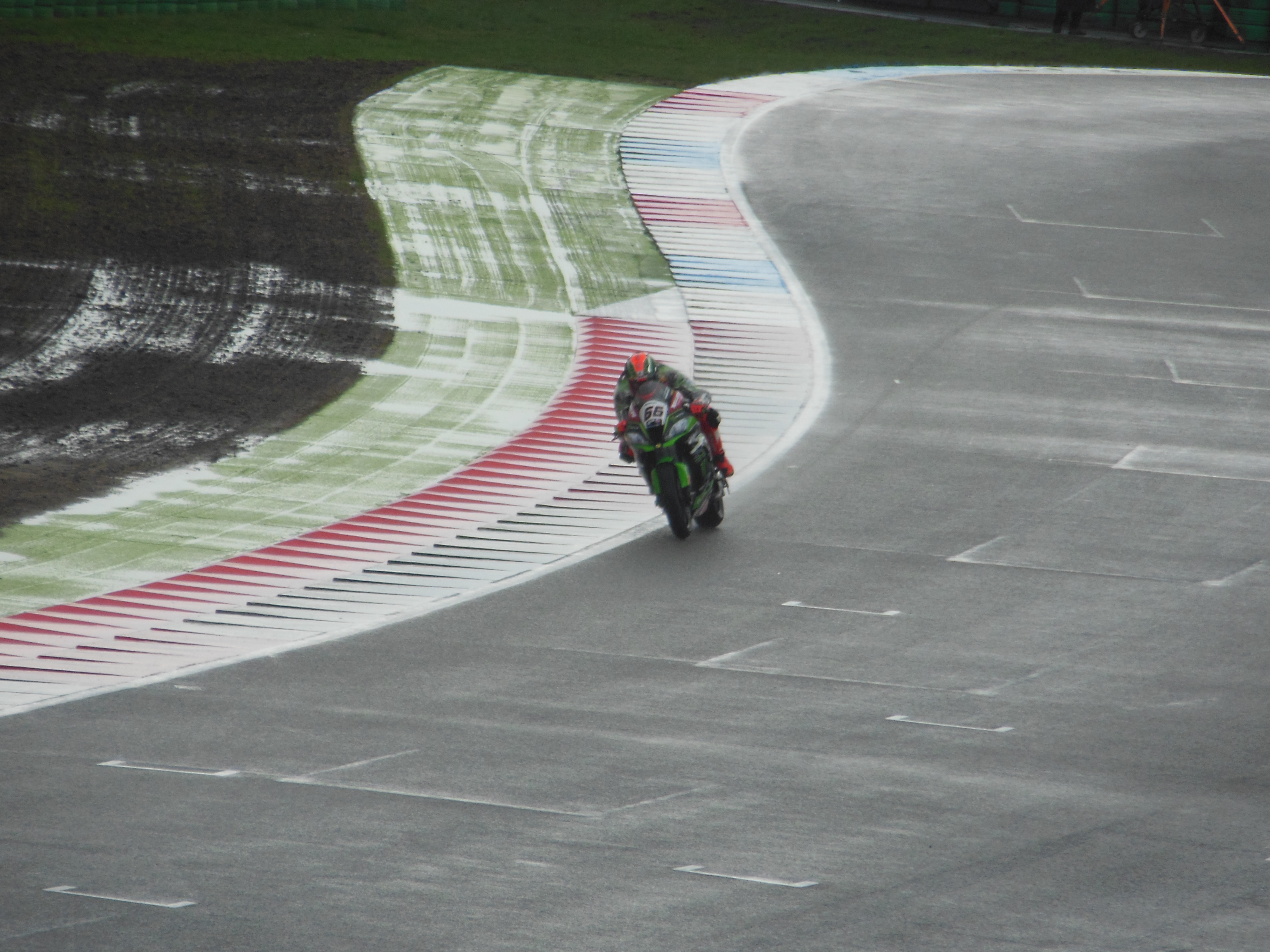
Tom Sykes in Assen 2016

Thomas Edward „Tom“ Sykes (* 19. August 1985 in Huddersfield, England) ist ein britischer Motorradrennfahrer.

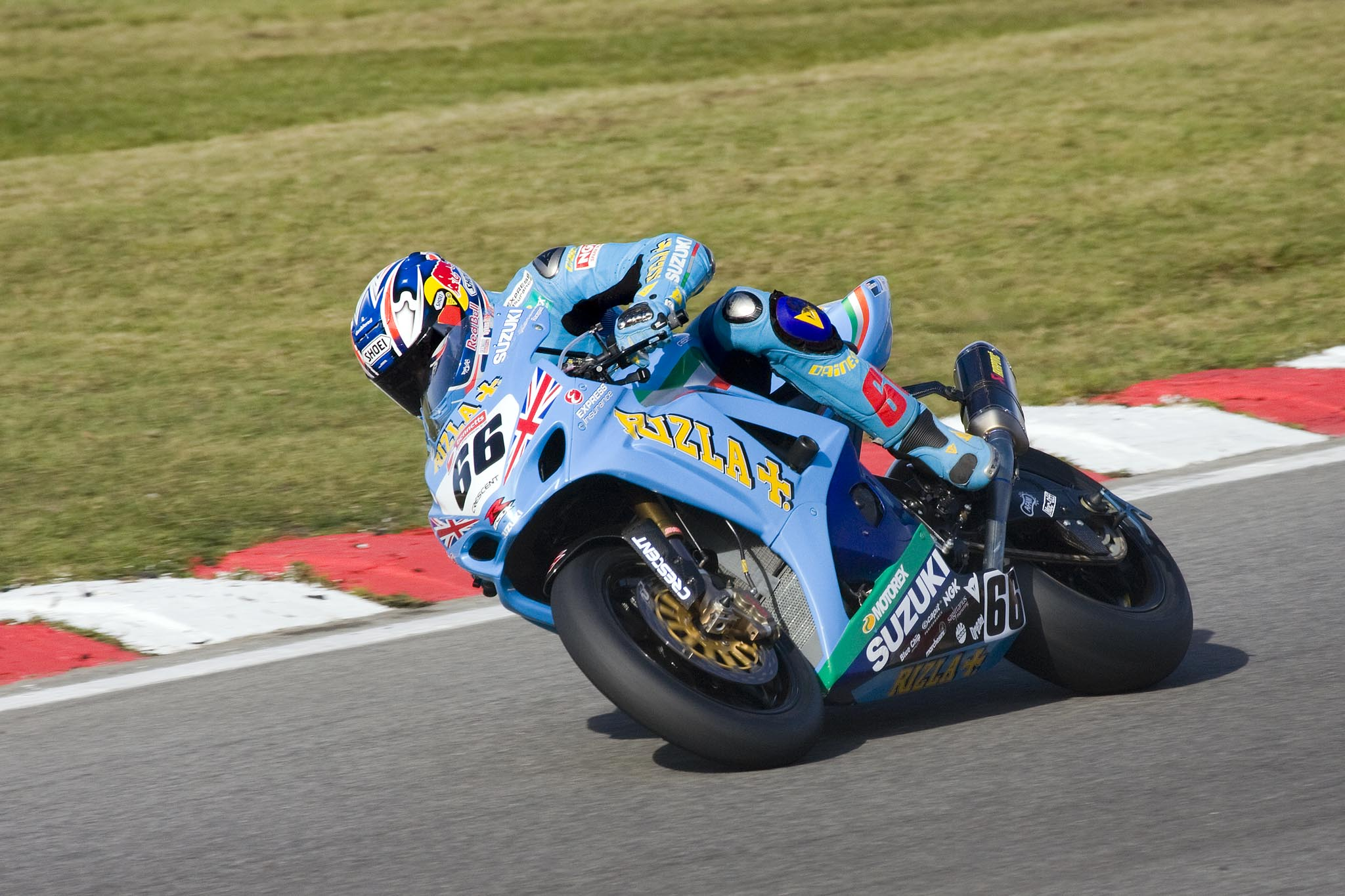
Sykes 2008 auf Rizla-Suzuki

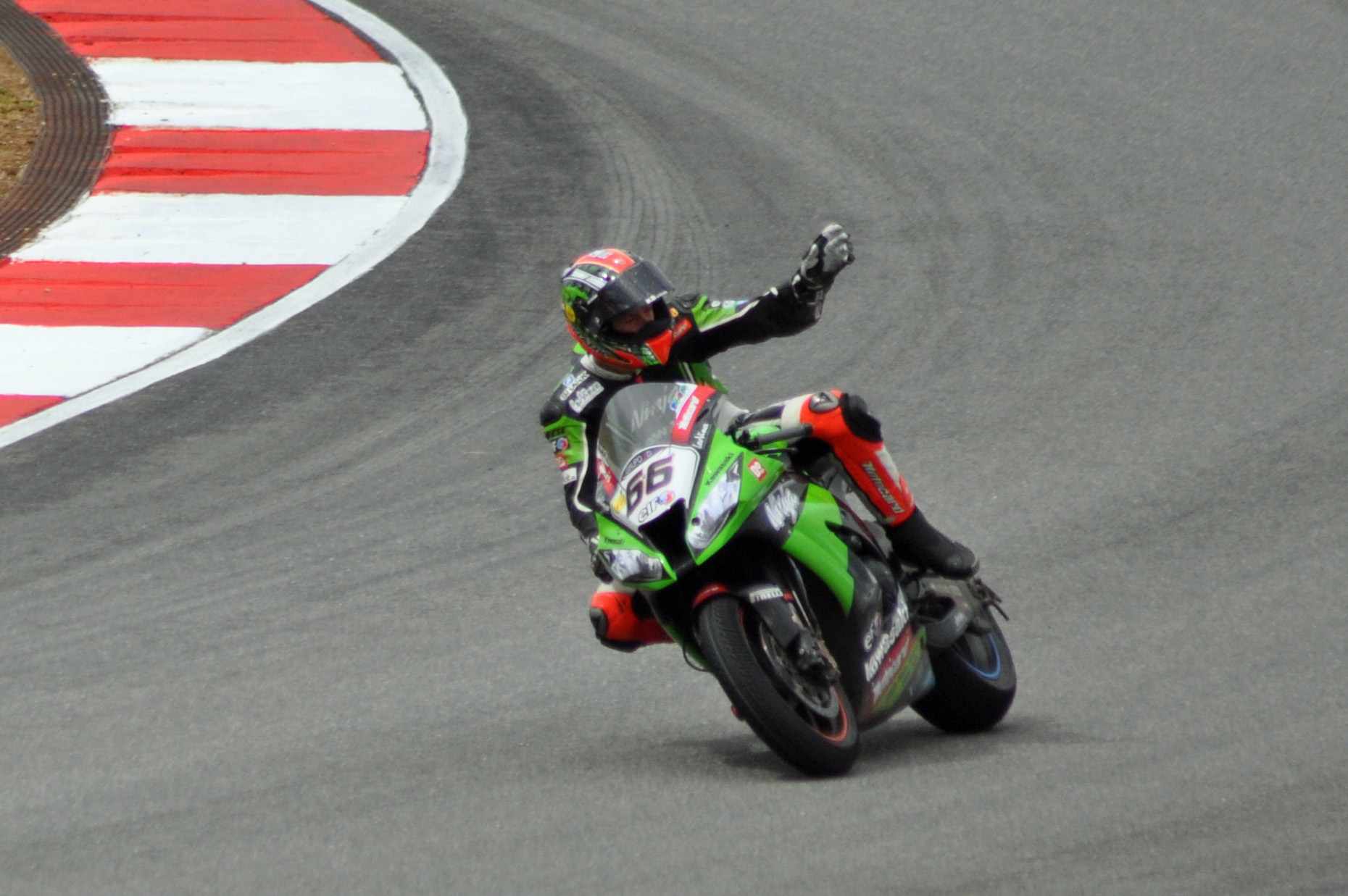
Tom Sykes 2012 auf Kawasaki

## Karriere
Sykes begann seine Karriere mit dem Eintritt in die British Supersport Championship in der Saison 2003 und verblieb bis zum Ende der Saison 2006 in der Rennserie. Er fuhr während dieser Zeit für Suzuki. In den Saisons 2004 und 2005 wurde er jeweils Fünfter in der Gesamtwertung, konnte sich aber in seiner letzten Saison verbessern und wurde 2006 hinter Cal Crutchlow Zweiter.
Zur Saison 2007 stieg er in die British Superbike Championship auf und wechselte gleichzeitig zum Team Stobart Honda. Am Ende der Saison belegte er den sechsten Rang. Zur Saison 2008 wechselte er 2008 zu Rizla Suzuki. Mit dem Wechsel verbesserte er sich in der BSB auf den vierten Rang der Gesamtwertung und nahm auch an zwei Renn-Wochenenden der Superbike-Weltmeisterschaft 2008 teil.

### Superbike-Weltmeisterschaft
Im Jahr 2009 wechselte Sykes in die Superbike-Weltmeisterschaft. In seiner ersten Saison belegte er für das Yamaha-Werksteam Yamaha World Superbike den neunten Rang in der Gesamtwertung. Teamkollege Ben Spies wurde mit 14 Siegen aus 28 Rennen Weltmeister.
Zur Saison 2010 wechselte Tom Sykes ins Kawasaki-Werksteam. 2010 und 2011 hatte er nur mäßigen Erfolg und erreichte die Gesamtränge 14 bzw. 13. Dennoch siegte er in letzterer Saison beim zweiten Rennen auf dem Nürburgring. In der Saison 2012 verbesserte er sich stark und wurde am Ende der Saison mit 357,5 Punkten und damit nur einem halben Punkt Rückstand Zweiter hinter Max Biaggi. Zudem stellte er mit neun Pole-Positions einen neuen, bis heute unübertroffenen Saisonrekord auf.
Den ersten Titel in der Superbike-Weltmeisterschaft errang er dann schließlich in der Saison 2013. Er fuhr 447 Punkte ein und wurde vor Eugene Laverty und Sylvain Guintoli Weltmeister. Er wurde nach Scott Russell der erst zweite Superbike-Weltmeister auf Kawasaki.
Sykes wurde mit Kawasaki 2014 und 2015 Dritter, 2016 Zweiter, 2017 wiederum Dritter und 2018 Gesamtvierter. Ab der Rennsaison 2019 fährt Sykes für das Werksteam von BMW.[veraltet]

## Statistik

### Erfolge
- 2004 und 2005: jeweils Platz 5 in der British Supersport Championship
- 2006: Platz 2 in der British Supersport Championship
- 2007: Platz 6 in der British Superbike Championship
- 2008: Platz 4 in der British Superbike Championship
- 2010: Platz 16 in der British Superbike Championship

### In der Superbike-Weltmeisterschaft
(Stand: Saisonende 2023)
| Saison | Team                       | Motorrad         | Rennen | Rennen | Siege | Zweiter | Dritter | Poles | Schn. Rennrunden | Punkte | Punkte | Ergebnis    |
| ------ | -------------------------- | ---------------- | ------ | ------ | ----- | ------- | ------- | ----- | ---------------- | ------ | ------ | ----------- |
| 2008   | Rizla Suzuki               | Suzuki GSX-R1000 | 4      | 4      | –     | 1       | –       | –     | –                | 35     | 35     | 21.         |
| 2009   | Yamaha World Superbike     | Yamaha YZF-R1    | 26     | 26     | –     | –       | –       | –     | –                | 176    | 176    | 9.          |
| 2010   | Kawasaki Racing Team       | Kawasaki ZX-10R  | 26     | 26     | –     | –       | –       | 1     | –                | 106    | 106    | 14.         |
| 2011   | Kawasaki Racing Team       | Kawasaki ZX-10R  | 24     | 24     | 1     | –       | –       | 1     | 1                | 141    | 141    | 13.         |
| 2012   | Kawasaki Racing Team       | Kawasaki ZX-10R  | 27     | 27     | 4     | 5       | 4       | 9     | 3                | 357,5  | 357,5  | 2.          |
| 2013   | Kawasaki Racing Team       | Kawasaki ZX-10R  | 27     | 27     | 9     | 4       | 5       | 8     | 13               | 447    | 447    | Weltmeister |
| 2014   | Kawasaki Racing Team       | Kawasaki ZX-10R  | 24     | 24     | 8     | 1       | 7       | 5     | 4                | 410    | 410    | 2.          |
| 2015   | Kawasaki Racing Team       | Kawasaki ZX-10R  | 26     | 26     | 4     | 6       | 5       | 6     | 7                | 399    | 399    | 3.          |
| 2016   | Kawasaki Racing Team       | Kawasaki ZX-10R  | 26     | 26     | 5     | 9       | 6       | 8     | 6                | 447    | 447    | 2.          |
| 2017   | Kawasaki Racing Team       | Kawasaki ZX-10R  | 24     | 24     | 2     | 5       | 9       | 4     | 2                | 373    | 373    | 3.          |
| 2018   | Kawasaki Racing Team       | Kawasaki ZX-10R  | 25     | 25     | 1     | 4       | 3       | 6     | 2                | 314    | 314    | 4.          |
| 2019   | BMW Motorrad WorldSBK Team | BMW S 1000 RR    | 37     | 37     | –     | 2       | 2       | 1     | 1                | 223    | 223    | 8.          |
| 2020   | BMW Motorrad WorldSBK Team | BMW S 1000 RR    | 24     | 24     | –     | –       | –       | 1     | –                | 88     | 88     | 12.         |
| 2021   | BMW Motorrad WorldSBK Team | BMW M 1000 RR    | 29     | 29     | –     | 1       | 1       | 1     | –                | 184    | 184    | 11.         |
| 2023   | Kawasaki Puccetti Racin    | Kawasaki ZX-10R  | 12     | 18     | –     | –       | –       | –     | –                | 1      | 11     | 20.         |
| 2023   | BMW Motorrad WorldSBK Team | BMW M 1000 RR    | 6      | 18     | –     | –       | –       | –     | –                | 10     | 11     | 20.         |
| Gesamt | Gesamt                     | Gesamt           | 367    | 367    | 34    | 38      | 42      | 51    | 39               | 3711,5 | 3711,5 | 1 WM-Titel  |